# Dziriette
Les dziriettes (en àrab, دزيريات, literalment "algereses") són uns petits pastissets de tipus oriental característics de la cuina d'Algèria que tenen forma de roses molt detallades i decorades amb fulles, perles, etc. i que són molt habituals a les cerimònies de compromís i als casaments. Estan farcides amb una pasta d'ametlles perfumada amb pell de llimona i banyades en mel perfumada amb aiguanaf.